# 950 هـ
950 هـ هي سنة في التقويم الهجري امتدت مقابلةً في التقويم الميلادي بين سنتي 1543 و1544.

## مواليد
- إسماعيل بن عبد الحق الحمصي الحجازي

## وفيات
- إبراهيم القطيفي
- إلهي الأردبيلي
- المتوكل على الله الثالث